# Liga Santa (1511)
A Liga Santa de 1511 foi uma coligação de diversos estados europeus, formada após os resultados da anterior Liga de Cambrai e sob iniciativa do Papa Júlio II nesse ano com o intuito de reforçar os Estados Pontifícios e, sobretudo, de defender os estados italianos da mira expansionista do rei de França Luís XII.
À aliança aderiram, além dos Estados Papais, a Inglaterra, a Espanha, o Sacro Império Romano e a República de Veneza.
A Liga foi inicialmente muito poderosa e impôs-se às forças francesas em Itália, mas logo se notaram as diferenças entre os seus membros, dando origem a conflitos que comprometeram a sua continuidade. A República de Veneza passou para o lado de Luís XII em 1512, enquanto a vitória francesa na Batalha de Marignano em 1515 forçou a Liga a render-se reconhecendo a supremacia francesa no norte de Itália.